# Bufonia (offerceremoni)
Bufonia (Buphonia, från grekiskans bous=oxe/tjur och fonos=slakt) var en symbolisk offerceremoni vid den atenska Dipoliefesten, som firades till ära av Zeus Polieus.
En tjur slaktades under medverkan från flera kulttjänare, vilka därefter, ställda under ett fingerat åtal, skylde brottet på varandra. Prästen som utdelat det dödande hugget hade flytt, varför i stället mordvapnet dömdes skyldigt och kastades i havet. Tjurhuden stoppades upp, och det på det sättet fiktivt återuppväckta djuret spändes för en plog.